# サラリーマン・アワー 平成のオキテ
『サラリーマン・アワー 平成のオキテ』（サラリーマンアワー へいせいのオキテ）は、名古屋テレビと群馬テレビの2局で放送された名古屋テレビ製作の情報バラエティ番組。製作局の名古屋テレビでは1990年10月4日から1996年3月7日まで放送。

## 概要
およそ5年半にわたって放送された深夜番組で、後に政治家になる蓮舫やコラムニストの木村和久らが出演していた。彼女たちはリポーターが取材してきたVTRを基に、自身の分析を気ままにトークに乗せて発表しあっていた。
番組タイトルが示す通り、この番組は20代から30代の男性社会人層をターゲットにした内容で放送されていた。特集のテーマも「4月入社の新人OLと仲良くする方法」や「理想のサラリーマン モテる男の最低条件全チェック」など、20代の男性向けファッション誌の情報ページをそのままテレビ番組化したようなものが多く、また、地元名古屋のローカルな話題もよく取り上げていた。オープニング映像には、その日のトークに用いる取材VTRのダイジェストと、地元愛知県出身の漫画家とりいかずよし作の若いサラリーマンの日常を描いたイラスト数点を組み合わせたものを用いていた。
最終回では、オープニングで毎回流してきた取材VTRのダイジェストを基に5年半の放送を振り返り、それまで番組が取り上げてきたテーマは本当に視聴者の役に立つものだったのかをレギュラー陣自らが検証していた。

## 放送時間
いずれもJST、名古屋テレビでの放送時間。『大相撲ダイジェスト』の放送期間中は放送休止。
- 木曜 24:25 - 24:55 （1990年10月 - 1992年3月） - 深夜番組放送枠『あきさせナイト』木曜の番組として放送開始。
- 木曜 23:25 - 23:55 （1992年4月 - 1996年3月） - 『トゥナイト』との枠交換により、以後は60分繰り上げて放送。

## 出演者
- 蓮舫
- 木村和久
- 山田雅人
- 中山秀征
- 下平ヒロシ
- 高橋みつる
- 福田知鶴
- 水原和希
- みわ優子
- 浅野芳夫 (PDF)
- 原純二
- 林扶喜代

## オープニングテーマ
- Let It Boogie （サザンオールスターズ）